# Roxanne Shante
Lolita Shante Gooden (5 maart 1970) is een Amerikaans rapster uit Queens, New York. Ze is vooral bekend, omdat ze in de groepen Juice Crew en Roxanne Wars heeft gezeten. Ze begon al op een leeftijd van 14 jaar met rappen en toen ze 15 was, werd ze lid van de Juice Crew.
Ze heeft nooit grote wereldhits gehad, maar ze heeft in onder andere de Duitse, Engelse en Amerikaanse hitlijsten gestaan met verschillende singles. Een paar bekende singles zijn Sharp as a Knife, What's Going On en Go on, Girl.

## Discografie

### Albums
- 1989 - Bad Sister
- 1992 - The Bitch Is Back

### Singles
- 1984 - "Roxanne’s Revenge"
- 1985 - "Queen of Rox (Shanté Rox On)"
- 1985 - "Runaway"
- 1985 - "Bite This"
- 1986 - "I'm Fly Shanté" (featuring Steady B)
- 1986 - "Def Fresh Crew"
- 1987 - "Pay Back"
- 1987 - "Have a Nice Day"
- 1988 - "Go On, Girl"
- 1988 - "Loosey's Rap" (met Rick James)
- 1988 - "Sharp as a Knife" (met Brandon Cooke)
- 1989 - "Live on Stage"
- 1990 - "Independent Woman"
- 1992 - "Big Mama"
- 1992 - "Straight Razor"
- 2000 - "What's Going On" (met Mekon)
- 2006 - "Yes Yes, Y'all" (met Mekon)
- 2011 - "Work With What You Got" (met Socalled)

- Bibliothèque nationale de France: cb14002089s (data)
- Gemeinsame Normdatei: 134700295
- International Standard Name Identifier: 0000 0000 5515 6871
- Library of Congress Control Number: n92019894
- MusicBrainz: 401a5288-4317-4800-ac64-e4f1d8836617
- Virtual International Authority File: 57149294384780522612
- WorldCat: E39PBJdGJCGGDG73cQQjMYtdwC